# Heliodora
Heliodora este un oraș în Minas Gerais (MG), Brazilia.